# 六二三路
六二三路，原称沙基或沙基大街，位于廣東省广州市沙面對岸，是一条呈倒U型走向的道路。东起人民桥北测，西至黄沙码头，全长1417.5米。南侧隔沙基涌与沙面相望。

## 歷史
沙基（英語：Shakee）位于荔湾区沿江西路一帶，為1920年當局清拆了廣州城牆之後形成的街市，西南侧隔沙基涌与沙面岛相望，由於口岸經濟的發展，形成騎樓建築群，前面形成的街道稱沙基馬路。
1925年6月23日，此地发生沙基惨案，为纪念遇难者，广东革命政府将该路改名为六月二三路，后简称为六二三路，路东段有沙基惨案烈士纪念碑。
1950年代起由商业区渐转为民宅。1986年11月在沙基涌上兴建人民路至六二三路高架路，是当时中国大陆首条最长的城市高架路。
1990年代，在六二三路与黄沙大道交界处兴建地铁一号线的黄沙站。
- 1880年左右的沙基大街。
- 沙面與西堤二馬路（今人民橋北岸上橋位）之間的沙基涌。
- 中華民國時期的沙基涌（東往西），右側為未被清拆騎樓前的六二三路。
- 沙基涌口碼頭。
- 沙面（西往東），對岸為六二三路。
- 六二三路（西往東），左側為六號線黃沙站興建時的工地。

2000年配合内环路的興建而对其拓宽、改造，将上部的高架路改为内环路的一部分，也興建了清平中药材市场。而原本完整的騎樓街和「藍鳥冰室」等眾多老字號在一個星期內就被當局完全拆毀，是中國大陸拆遷速度最快的工程。廣州大學建築與城市規劃學院教授湯國華稱「這是一個恥辱」。而周恩來曾說過「要好好保護六二三路」。

## 公共交通
- 广州地铁1号线黃沙站
- 广州地铁6号线黃沙站、文化公園站
- 广州地铁8号线文化公園站

均在鄰近六二三路位置設有出口。